# 柬埔寨共产党
柬埔寨共产党，简称柬共，是柬埔寨历史上的一個政黨，成立于1951年6月28日。在民主柬埔寨时期（1975年—1979年），该党是柬埔寨的执政党和唯一合法政党。1981年12月6日，该党解散，其领导人改建民主柬埔寨党。

## 历史

### 成立
1951年2月，印度支那共产党第二次代表大会召开，决定按照“一国一共产党”的原则，将该党一分为三，越南、老挝、柬埔寨三个地方的组织分别成立共产党。同年6月28日，高棉人民革命党在印度支那共产党柬埔寨支部的基础上成立。

### 早期
高棉人民革命党自其成立以来就长期对外隐藏自己的存在，曾成立合法政党人民派作为掩护机构，人民派曾于1955年、1958年先后两次参加大选，都落败。1960年9月30日改名为高棉劳动党。1962年大选前，西哈努克宣称发现人民派受外国势力领导的证据并将其解散，自此柬共完全转入地下活动。在柬埔寨内战中，柬共最初同西哈努克的柬埔寨王国对抗。
1963年，高棉劳动党召开三大，选举波尔布特为中央书记。1970年朗诺政变后，成立高棉共和国，西哈努克被推翻并流亡中国。1971年9月，高棉劳动党改名为柬埔寨共产党。柬共宣布仍奉西哈努克为国家元首，共同对抗朗诺领导的高棉共和国政权。在此期间，中国共产党和毛泽东是其坚定的支持者，曾经为其提供过大量的物质支援。

### 夺权
1975年4月17日，攻占金边，成功推翻美国支持的高棉共和国政权，并掌握实权。1976年1月15日，柬埔寨颁布新宪法，将国名改为民主柬埔寨，柬共成为执政党。不过柬共仅自称“革命组织”（អង្គការ បដិវត្តន៍，angkar padevat），简称“安卡”（អង្គការ，Angkar，意为“组织”）。柬埔寨民众只知道是由“安卡”领导了推翻高棉共和国政权的革命，“安卡”的领导者被称为“安卡勒”（អង្គការលើ，Angkar Leu，意為“上級組織”） 。在柬共夺权的早期，甚至依然尊奉诺罗敦·西哈努克亲王为名义上的国家元首，以达到隐藏自己的目的。外界也长期不知道该党的存在，只知道是一股共产主义势力，将其称为“红色高棉”，“红色高棉”也成为世界上对柬共及其后继组织的称呼。

### 屠杀
柬共夺权后，便立即着手开展其社会主义建设的进程。1978年，波尔布特向南斯拉夫客人鼓吹柬埔寨“不模仿任何人建立社会主义”。柬共奉行农业社会主义，故当局将城市人口全部迁移到乡下，同时其领导人波尔布特等人宣称要“洗净平民”，因而开始杀戮。此外，柬共试图逐步将柬埔寨改造为无分任何阶级的社会，废除货币、禁止宗教信仰、没收一切私有财产、取消城市、拆散家庭、并禁止知识和书籍的传播。民主柬埔寨政府借用中国的术语“大跃进”，将自己的经济计划也称为“大跃进”（Maha lout ploh），事实证明了这是一段危险的探索；由于中央施行不切实际的目标，大量人死于疾病、过度劳动或营养不良。在柬共执政期间因各种天灾人祸造成了将近当时25%人口（约200万人）的死亡。这段时期民主柬埔寨的人权状况也备受国际社会的诟病，此间发生了“红色高棉大屠杀”。
1976年9月初，中共领导人毛泽东在柬共成立25周年前不久逝世。波尔布特在评论毛泽东逝世时，第一次公开表示柬埔寨遵循马克思列宁主义思想。然而，柬共的存在依然被隐瞒，据美国学者大卫·钱德勒推测，柬共可能计划在9月30日的25周年建党纪念日公开其存在。然而柬共内部却出现了分裂，一派主张以1951年（高棉人民革命党建立年）当作建党之年，另一派则认为1960年（改为高棉劳动党的年份）才是柬共的开始。波尔布特和英萨利倾向于后者，在他们当选中央委员后，认为视1951年为建党时间的党内人士有忠于越南的嫌疑。而此时期越南与柬埔寨发生了边境冲突，更加重了波尔布特对他们的猜忌。波尔布特随即对这些人展开大规模清洗；波尔布特后来声称镇压了一次反对自己统治的“潜在政变”，大卫·钱德勒认为可能是针对这些党员的“先发制人的清洗”。

### 衰败
自1977年起，越南与柬埔寨的边境冲突愈演愈烈，双方的军队都曾多次侵入对方控制下的领土。波尔布特及其同事认为越南南部的下高棉人正准备推翻越南人统治，他们企图将下高棉纳入民柬势力范围。此前西哈努克和朗诺也曾梦想过建立大柬埔寨。然而下高棉人根本就没有足够的装备、动机和组织能力发动起义。
同年9月27日，波尔布特在金边广播电台作出发言，于柬共成立17周年正式宣布柬共的存在。他的讲话主要回顾了柬埔寨的历史轨迹，并声称柬共的胜利标志着柬埔寨历史达到巅峰，对柬埔寨未来的建设持乐观态度。在讲话中，他还含糊地警告越南。
1978年5月，越南人民军全面入侵柬埔寨，推翻了民主柬埔寨政权。众多的万人坑被发现并公诸于众。

### 解散
1981年12月6日，柬共宣布解散，其领导人改建民主柬埔寨党。民主柬埔寨党声称信奉民主社会主义，放弃共产主义。

## 后续
1994年，民主柬埔寨党被柬埔寨政府宣布为非法政党。红色高棉遂占据拜林省，成立柬埔寨民族团结救国临时政府，与柬埔寨王国政府对抗。1998年，随着红色高棉领导人塔莫克被政府军抓获，民柬势力彻底覆灭。
另外，现在的柬埔寨人民党原名柬埔寨人民革命党，是1979年由民柬脱逃的军政官员、柬共党内持不同政见者、原印度支那共产党老战士等多派人士共同组建的。该党视高棉人民革命党为自己的前身，以1951年6月28日（高棉人民革命党成立日）作为建党纪念日，但不承认1963年至1981年期间由波尔布特领导的柬共，视其为“波尔布特—英萨利集团”的“篡党夺权”。该党承认柬共执政期间发生过红色高棉大屠杀，对柬埔寨人民造成重大苦难。1991年，柬埔寨人民革命党放弃共产主义并更名为柬埔寨人民党。